# Refuge d'I Paliri
Le refuge d'I Paliri est un refuge situé en Corse dans le massif du Monte Incudine.

## Caractéristiques

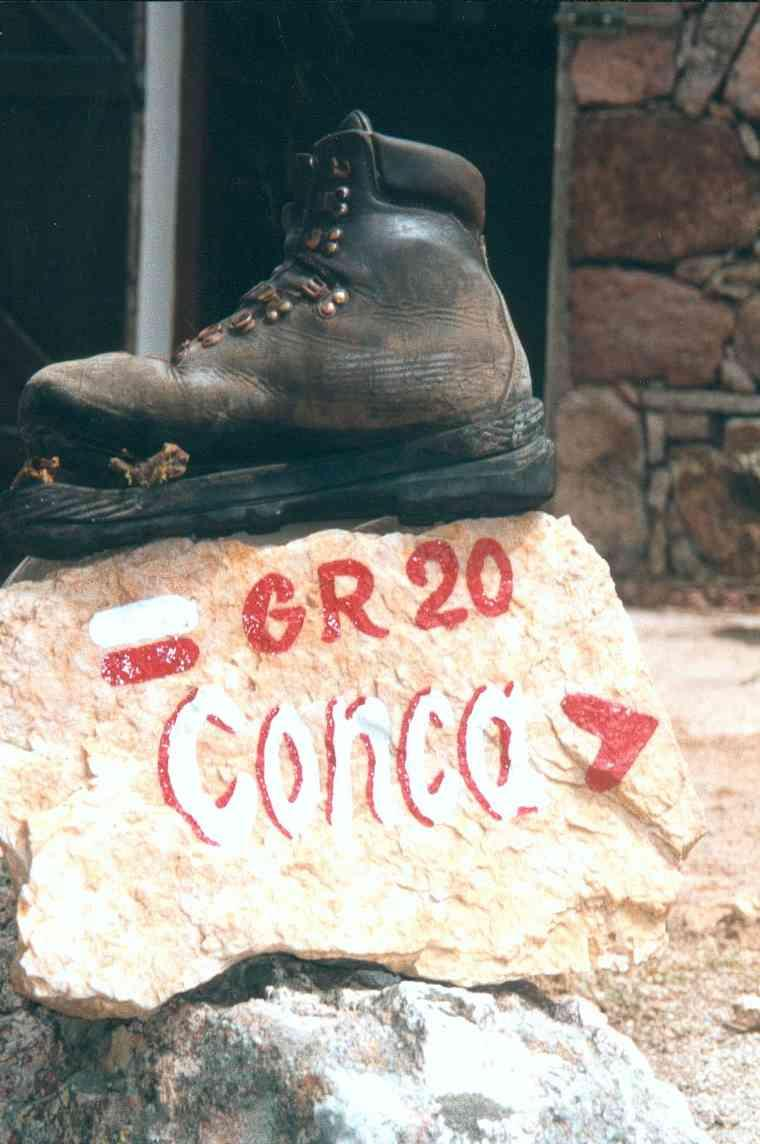
Caillou indiquant le début de la dernière étape jusqu'à Conca.

Le refuge est installé à 1 055 m d'altitude, au pied de la Punta Tafunata d'I Paliri sur le GR20. Il propose 24 places et est accessible toute l'année. Cependant, comme tous les autres refuges du GR20, il n'est gardé que de mai/juin jusqu'à septembre/octobre. Les dates d'ouverture et de fermeture n'étant pas définies à l'avance, il faut se renseigner sur le site du parc naturel régional de Corse pour obtenir les informations exactes.

## Accès
C'est le premier refuge (dans le sens sud-nord) présent sur le GR20 en partant de Conca avant Bavella. Le refuge suivant (au nord) sur le GR20 est le refuge d'Asinau.